# Las Compuertas (Guerrero)
Las Compuertas es una localidad del estado mexicano de Guerrero. Es parte del municipio de Coyuca de Benítez.

## Demografía
| Gráfica de evolución demográfica |
|                                  |

| Censo | Población |
| ----- | --------- |
| 1910  | 62        |
| 1921  | —         |
| 1930  | 89        |
| 1940  | 112       |
| 1950  | 38        |
| 1960  | 495       |
| 1970  | 240       |
| 1980  | 693       |
| 1990  | 939       |
| 2000  | 1 257     |
| 2010  | 1 101     |
| 2020  | 1 189     |